# Evaro
Evaro é uma Região censo-designada localizada no estado americano de Montana, no Condado de Missoula.

## Demografia
Segundo o Censo dos Estados Unidos de 2000, a sua população era de 329 habitantes.

## Geografia
De acordo com o United States Census Bureau tem uma área de 44,1 km², dos quais 44,1 km² cobertos por terra e 0,0 km² cobertos por água. Evaro localiza-se a aproximadamente 1207 m acima do nível do mar.

## Localidades na vizinhança
O diagrama seguinte representa as localidades num raio de 24 km ao redor de Evaro.